# سمیح فرسون

سمیح فرسون

سمیح فرسون، (۱۹۳۷ در حیفا، فلسطین - ۹ ژوئن ۲۰۰۵) استاد برجسته جامعه‌شناسی در دانشگاه آمریکن بود و تا بازنشستگی خود در سال ۲۰۰۳ به مدت سی سال در آنجا به تدریس اشتغال داشت.

## زندگی
او در سال ۱۹۳۷ در حیفا به دنیا آمد و تحصیلات ابتدایی خود را در مدرسه فرر در حیفا گذراند. در سال نکبت ۴۸ به همراه خانواده اش به لبنان پناه برد. به ایالات متحده آمریکا نقل مکان کرد. از کالج همیلتون نیویورک فارغ‌التحصیل شد. مدرک کارشناسی ارشد را در سال ۱۹۶۱ و دکتری را در سال ۱۹۷۱، در رشته جامعه‌شناسی از دانشگاه کانکتیکات دریافت کرد.
سی سال به تدریس جامعه‌شناسی در دانشگاه آمریکایی در واشینگتن پرداخت و تا زمان بازنشستگی در سال ۲۰۰۳ ریاست دپارتمان علوم اجتماعی را در آنجا بر عهده داشت.
وی ساکن فلوریدا و واشینگتن دی سی بود. در طول دوران حرفه ای خود در دانشگاه آمریکن فرسون به مدت یازده‌سال به‌عنوان مدیر گروه جامعه‌شناسی و رئیس و عضو کمیته‌های متعدد در این دانشگاه خدمت کرد. او همچنین در سال ۲۰۰۱ (با جان ویلوببی) بخش مطالعات عربی را در گروه جامعه‌شناسی این دانشگاه تأسیس کرد.
از سال ۱۹۹۷ تا ۱۹۹۹ رئیس و مؤسس کالج علوم و هنرها در دانشگاه تازه تأسیس آمریکایی شارجه در امارات متحده عربیبود. در سال ۲۰۰۴، فرسون به عنوان رئیس مؤسسه آکادمی امور دانشگاهی و کالج هنرها و علوم در دانشگاه تازه تأسیس آمریکایی کویت، که تا ماه فوریه در آنجا خدمت می‌کرد، منصوب شد.
فرسون، فعال و مربی جوانان عرب آمریکایی، عضو مؤسس چندین سازمان و نویسنده یا ویراستار چندین کتاب و نوشته‌های متعدد دیگر در زمینه‌های مختلف جهان عرب، توسعه جهان سوم و اقتصاد سیاسی خاورمیانه بود. او در کنفرانس‌های متعدد سخنرانی کرد و در مورد برنامه‌های خبری رادیویی و تلویزیونی در مورد خاورمیانه توضیح می‌داد.
- او به عنوان یکی از اعضای بنیان‌گذار و رئیس انجمن فارغ التحصیلان دانشگاه‌های عرب آمریکایی عمل کرد. عضو مؤسس انجمن جامعه‌شناسی عرب
- وی سردبیر فصلنامه مطالعات عرب بود.
- عضو هیئت مشورتی بین‌المللی مطالعات سرزمین مقدس: مجله چند رشته‌ای؛
- یکی از بنیانگذاران انجمن مطالعات خاورمیانه آمریکای شمالی؛
- عضو هیئت مدیره شرکای برای صلح، سابقاً اتحاد آمریکایی برای حقوق بشر فلسطین در واشینگتن، دی سی.
- و عضو هیئت مدیره اتحاد کودکان خاورمیانه در برکلی، کالیفرنیا.

فرسون یکی از اولین اعضای هیئت مدیره صندوق قدس برای آموزش و توسعه جامعه و اولین عضو کمیته اجرایی مرکز تجزیه و تحلیل سیاست در فلسطین، مرکز فلسطین، بود که هر دو در واشینگتن مستقر هستند. او همچنین یکی از اعضای بنیان‌گذار مؤسسه تحقیقاتی ترنس عربی در بوستون بود.
فرسون با کاتا کیسمن ازدواج کرده بود و دخترش رویدا فرسون، فرزند خوانده‌ای از اردوگاه پناهندگان فلسطینی تل زعتر در لبنان بود.

## آثار
فرسون کتاب‌های متعددی دربارهٔ جامعه‌شناسی و سیاست خاورمیانه نوشته است:
- «فلسطین و فلسطینیان» (۱۹۹۷)، نسخه عربی این کتاب در بیروت در سال ۲۰۰۳ تجدید چاپ و منتشر شد.
- «فرهنگ و آداب و رسوم فلسطینیان» (۲۰۰۴). ویرایش دوم به روز شده «فلسطین و فلسطینیان» (۲۰۰۶) با همکاری نصیر عاروری در حال حاضر توسط وست ویو پرس در دسترس است.

علاوه بر این، وی بیش از ۷۵ مقاله، بخشی از کتاب و مقاله منتشر نمود. آثار وی به چندین زبان از جمله عربی، فارسی، فرانسوی، ایتالیایی و آلمانی ترجمه شده است. فارسون همچنین ستون‌های متعددی در مجلات و روزنامه‌های عربی و انگلیسی منتشر نموده است.

## مرگ
وی در ۹ ژوئن ۲۰۰۵ در حالی که با همسرش در نیو بوفالو، میشیگان قدم می‌زد، بر اثر سکته قلبی درگذشت.